# Ocell del paradís cuacurt
L'ocell del paradís cuacurt (Paradigalla brevicauda) és un ocell de la família dels paradiseids (Paradiseidae).

## Hàbitat i distribució
Habita boscos de les muntanyes de l'oest i centre de Nova Guinea.